# Doctor Bong
Doctor Bong (Lester Verde) es un supervillano ficticio que aparece en los cómics estadounidenses publicados por Marvel Comics. El personaje posee un conocimiento avanzado de la ingeniería genética, y su casco en forma de campana se puede golpear para crear una serie de efectos. Pensado como una parodia del Doctor Moreau, es un archienemigo de Howard el pato.

## Historial de publicaciones
Doctor Bong apareció por primera vez en Howard the Duck #15 (agosto de 1977), y fue creado por Steve Gerber y Marie Severin. La personalidad del personaje se basó libremente en el periodista Bob Greene.
Posteriormente, el personaje aparece en Howard the Duck # 16–20 (septiembre de 1977 a enero de 1978), # 24–25 (mayo a junio de 1978), # 27 (septiembre de 1978), # 30–31 (marzo, mayo de 1979), The Sensational She-Hulk #5 (septiembre de 1989), Deadpool #26–27 (marzo–abril de 1999), Howard the Duck #1–3 (marzo–mayo de 2002), Daughters of the Dragon #3 (mayo de 2006), y The Amazing Spider-Man #552 (abril de 2008).
El Doctor Bong recibió una entrada en el Official Handbook of the Marvel Universe Update '89 #2.

## Biografía ficticia
Cuando era niño, Lester Verde fue severamente acosado. Cuando se quejó de ello con su madre, ella notó su uso creativo de los insultos contra sus torturadores y despertó su deseo de usar su creatividad para convertirse en escritor.
Originalmente un estudiante de periodismo cuyo periodismo amarillo hizo que despidieran a su profesor, su mano es cortada por una guillotina en miniatura cuando actuaba con la banda punk Mildred Horowitz. Este es un factor importante para convertirse en el villano Doctor Bong. Nunca se explicó cómo desarrolló su parafernalia.
Se revela que también era un científico hábil, que usaba su conocimiento de química y física para crear varios dispositivos y criaturas para cumplir sus órdenes, particularmente Fifi la pata, que era lo más parecido que Bong tenía a una secuaz. Vive en un castillo en una isla remota y puede aturdir o matar haciendo sonar su cabeza en forma de campana.
El estuvo enamorado durante mucho tiempo de Beverly Switzler, con quien finalmente se casó. Antes de que fuera eliminado del libro, Steve Gerber tenía la intención de que su matrimonio durara y que ella ya no fuera un personaje principal en la serie Howard the Duck. Después de que Gerber se fue, Bill Mantlo trajo a Beverly, ahora soltera nuevamente, de vuelta al libro.
John Byrne luego enfrentó a Bong contra She-Hulk, tratando de eliminar la censura de la televisión violenta desinfectada para que sus quintillizas modificadas genéticamente se criaran sin encontrar la violencia en absoluto atractiva. She-Hulk, usando sus habilidades para romper la cuarta pared, logra derrotarlo.
Más tarde se revela en su aparición inicial que había renunciado a la supervillanía para obtener un doctorado en psicología. Su primer paciente es Deadpool, quien acudió a él para recibir tratamiento después de los eventos de Dead Reckoning. Sin embargo, él volvió a ser un supervillano gracias a la serie Max Howard el pato.
Bong aparece más tarde como uno de los muchos villanos en un bar al que entran Colleen Wing y Misty Knight en busca de información. Derrotan a todos los villanos, y el propio Bong elimina accidentalmente al Bufón. A punta de espada, Bong revela toda la información que conoce sobre las luchas de poder actuales.
Apareció en Brand New Day como uno de los villanos en el Bar Sin Nombre.
El Doctor Bong es uno de los muchos villanos secuestrados en un roller derby organizado por la entidad cósmica obsesionada con los juegos llamado el Gran Maestro. La naturaleza a prueba de balas del casco de Bong es una parte vital del plan ganador del héroe.
El Doctor Bong creó clones imperfectos de Steve Rogers, Caballero Luna y la Viuda Negra y atrajo a Deadpool para que se uniera a ellos. Mientras estaban en su base principal, los verdaderos Vengadores secretos se infiltraron en la base, lo que provocó que el verdadero Steve Rogers luchara con Deadpool. Después de golpearse entre sí, el verdadero Caballero Luna interviene y las cosas finalmente se calman lo suficiente como para que el Cap. y Deadpool puedan hablar, el Doctor Bong se da cuenta de que ha perdido oficialmente. Provoca una explosión que mata a los clones de Marc Spector y Natasha Romanoff, aparentemente derrumbando el edificio sobre todos los ocupantes. Deadpool luego se une a los Vengadores Secretos para detener al Doctor Bong. El Doctor Bong intenta confundir a los Vengadores Secretos y Deadpool vistiendo a todos sus clones regenerativos genéticos como Deadpool. Luego, durante la pelea, Deadpool se escapa y engaña al Doctor Bong para que piense que es uno de sus clones genéticos y escapa con el Doctor Bong. La Viuda Negra hace que el Doctor Bong estrelle su auto de escape y Deadpool devuelve el cuerpo inconsciente del Doctor Bong a los Vengadores secretos, después de que los Vengadores secretos matan a todos los Deadpool falsos. El Doctor Bong se despierta y prepara otra explosión con la mano de la campana, pero Deadpool le corta el brazo dejándolo indefenso en manos de los Vengadores Secretos.
Más tarde, el Doctor Bong asistió a un grupo de apoyo llamado Supervillanos Anónimos que se llevó a cabo en una iglesia y también asistidos por Boomerang, Grizzly, Hippo, Looter, Mirage, Puercoespín II, y otros.
Después de contratar a los Headmen (que consta de Angar el Grito, Shrunken Bones, Hombre Gorila, Ruby Thursday y Chondu el Místico) como respaldo, el Doctor Bong irrumpe en Beyond Corporation© para poder usar su poderosa cámara anecoica junto con su "Cosmic Bong" para convertirse en un dios. Bong y sus aliados son derrotados y entregados a S.H.I.E.L.D. por Spider-Man, que sufría de laringitis en ese momento.

## Poderes y habilidades
El Doctor Bong es un científico genio con conocimientos avanzados de ingeniería genética. Su arma principal es su casco en forma de campana que crea una serie de efectos cuando se golpea. Estos efectos pueden consistir en explosiones de conmoción lo suficientemente potentes como para doblar el metal y la capacidad de teletransportar al Doctor Bong a un lugar diferente.